# Austrolimnophila griseiceps
Austrolimnophila griseiceps är en tvåvingeart som först beskrevs av Alexander 1921.  Austrolimnophila griseiceps ingår i släktet Austrolimnophila och familjen småharkrankar. Inga underarter finns listade i Catalogue of Life.